# Christian Kellner
Christian Kellner (Waging am See, 7 december 1971) is een Duits voormalig motorcoureur.

## Carrière
Kellner maakte zijn motorsportdebuut in de Duitse ADAC Junior Cup in 1994. In 1995 debuteerde hij in de 125 cc-klasse van het wereldkampioenschap wegrace als wildcardcoureur op een Yamaha en eindigde in de Grand Prix van Groot-Brittannië op plaats 23. In 1996 stapte hij over naar het Duitse 125 cc-kampioenschap, waarin hij kampioen werd. Ook reed hij dat jaar zijn tweede wildcardrace in het WK 125 cc, ditmaal in zijn thuisrace op een Honda, maar kwam hierin niet aan de finish.
In 1997 en 1998 reed Kellner in het Duits kampioenschap Supersport, dat hij in zijn tweede seizoen als vierde afsloot. Ook maakte hij in 1998 zijn debuut in de wereldserie Supersport op een Suzuki tijdens drie races, waarin een achtste plaats in Spielberg zijn beste klassering was. In 1999 reed hij zijn eerste volledige seizoen in deze klasse, dat inmiddels was vervangen door een officieel wereldkampioenschap, op een Yamaha. Hij behaalde zijn eerste podiumfinish in Spielberg en werd met 94 punten zesde in het klassement. In 2000 beleefde hij zijn beste seizoen in de klasse. Hij behaalde de pole position en een podiumplaats op Sugo, voordat hij in Misano en Valencia twee zeges boekte. Met 122 punten werd hij achter Jörg Teuchert, Paolo Casoli en Stéphane Chambon vierde in het kampioenschap.
In 2001 begon Kellner zijn seizoen met een podiumplaats in Valencia, maar eindigde hierna niet meer in de top drie. Met 51 punten zakte hij naar de veertiende plaats in de eindstand. In 2002 behaalde hij wederom een enkele podiumfinish in Valencia, maar ditmaal eindigde hij met 94 punten op de zesde plaats in de rangschikking. In 2003 won zijn laatste race in de klasse op Sugo. Mede hierdoor werd hij met 90 punten zesde in het kampioenschap. In 2004 kende hij een minder seizoen, waarin hij in de helft van de races uitviel. Met 30 punten werd hij dertiende in het klassement.
In 2005 maakte Kellner de overstap naar het Duits kampioenschap superbike, waarin hij op een Suzuki reed. Hij behaalde een podiumplaats op de Schleizer Dreieck en werd met 130 punten negende in het klassement. In 2006 behaalde hij zijn eerste overwinning op de Hockenheimring Baden-Württemberg en behaalde hij nog drie podiumplaatsen; een op Hockenheim en twee op de Motorsport Arena Oschersleben. Met 157 punten werd hij zesde in de eindstand. In 2007 stapte hij over naar het Duits kampioenschap Supersport, waarin hij op een Triumph achttiende werd met 32 punten. Tevens reed hij dat jaar zijn laatste race in het WK Supersport op een Ducati als invaller van Yves Polzer in de race in Brno, maar kwam hierin niet aan de finish.
In 2008 keerde Kellner terug in het Duits kampioenschap superbike op een Ducati. Een vijfde plaats op de Lausitzring was zijn beste resultaat en hij werd met 62 punten vijftiende in de eindstand. In 2009 kwam hij uit in het Duits kampioenschap Supersport op een Yamaha. Hij won een race op de Lausitzring en behaalde daarnaast op de Sachsenring en de Schleizer Dreieck. Met 174 punten werd hij vierde in het klassement. In 2010 behaalde hij in dezelfde klasse een podiumplaats in het laatste weekend in Hockenheim en werd hij met 79 punten achtste in het kampioenschap. Dit was zijn laatste seizoen als motorcoureur.